# NGC 428
NGC 428 is een balkspiraalstelsel in het sterrenbeeld Walvis. Het hemelobject ligt 37 miljoen lichtjaar van de Aarde verwijderd en werd op 20 december 1786 ontdekt door de Duits-Britse astronoom William Herschel.

## Synoniemen
- PGC 4367
- UGC 763
- MCG +00-04-36
- IRAS 01103+0043
- 2MASX J01125570+0058536
- ZWG 385.28
- HIPASS J0112+00